# 努瓦耶勒苏朗斯
努瓦耶勒苏朗斯（法語：Noyelles-sous-Lens，法語發音：[nwajɛl su lɑ̃s]，意为“朗斯下方的努瓦耶勒”）是法国上法蘭西大區加来海峡省的一个市镇，属于朗斯区。

## 地理
努瓦耶勒苏朗斯（50°25'50"N, 2°52'22"E）面积3.72 平方千米，位于法国上法蘭西大區加来海峡省，该省份为法国北部沿海省份，西北濒北海，南至索姆省，东临北部省。
与努瓦耶勒苏朗斯接壤的市镇（或旧市镇、城区）包括：富基耶尔莱朗斯、阿尔讷、卢瓦松苏朗斯、萨洛米讷。
努瓦耶勒苏朗斯的时区为UTC+01:00、UTC+02:00（夏令时）。

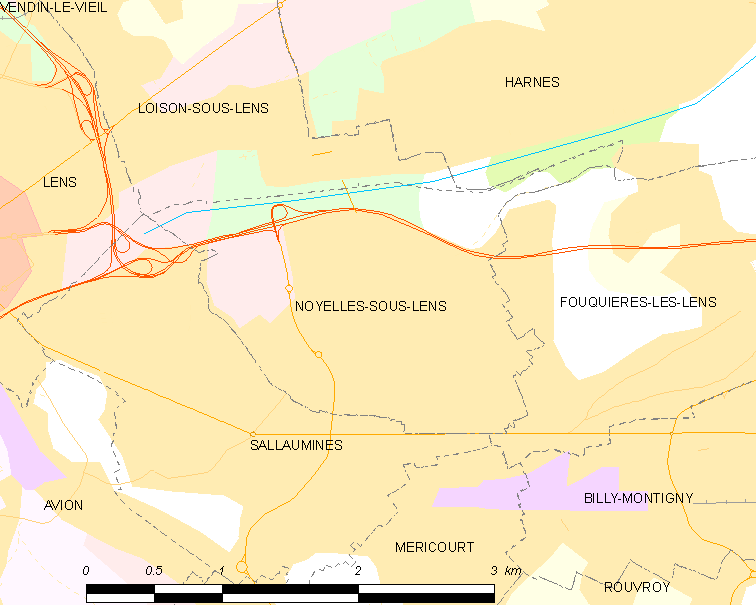
努瓦耶勒苏朗斯的OSM定位图

## 行政
努瓦耶勒苏朗斯的邮政编码为62221，INSEE市镇编码为62628。

## 政治
努瓦耶勒苏朗斯所属的省级选区为阿尔讷县。

## 人口

1962-2008年间努瓦耶勒苏朗斯人口变化图示

努瓦耶勒苏朗斯于2022年1月1日时的人口数量为6757人。